# Джин-Лафітт (Луїзіана)
Джин-Лафітт (англ. Jean Lafitte) — місто (англ. town) в США, в окрузі Джефферсон штату Луїзіана. Населення — 1809 осіб (2020).

## Географія
Джин-Лафітт розташований за координатами 29°45′4″ пн. ш. 90°6′19″ зх. д. / 29.75111° пн. ш. 90.10528° зх. д. (29.751058, -90.105349).  За даними Бюро перепису населення США в 2010 році місто мало площу 16,11 км², з яких 15,18 км² — суходіл та 0,93 км² — водойми.

## Демографія
Згідно з переписом 2010 року, у місті мешкали 1903 особи в 649 домогосподарствах у складі 521 родини. Густота населення становила 118 осіб/км².  Було 712 помешкання (44/км²).
Расовий склад населення:
| - 91,3 % — білих - 3,1 % — корінних американців - 1,4 % — чорних або афроамериканців - 1,2 % — азіатів |

До двох чи більше рас належало 2,6 %. Частка іспаномовних становила 4,0 % від усіх жителів.
За віковим діапазоном населення розподілялося таким чином: 26,6 % — особи молодші 18 років, 63,3 % — особи у віці 18—64 років, 10,1 % — особи у віці 65 років та старші. Медіана віку мешканця становила 37,2 року. На 100 осіб жіночої статі у місті припадало 106,0 чоловіків;  на 100 жінок у віці від 18 років та старших — 101,0 чоловіків також старших 18 років.
Середній дохід на одне домашнє господарство  становив 66 289 доларів США (медіана — 47 986), а середній дохід на одну сім'ю — 70 739 доларів (медіана — 52 500). Медіана доходів становила 53 393 долари для чоловіків та 27 768 доларів для жінок. За межею бідності перебувало 13,2 % осіб, у тому числі 15,3 % дітей у віці до 18 років та 16,1 % осіб у віці 65 років та старших.
Цивільне працевлаштоване населення становило 925 осіб. Основні галузі зайнятості: виробництво — 14,4 %, освіта, охорона здоров'я та соціальна допомога — 13,8 %, будівництво — 12,8 %, транспорт — 11,9 %.